# Sofía Reyes

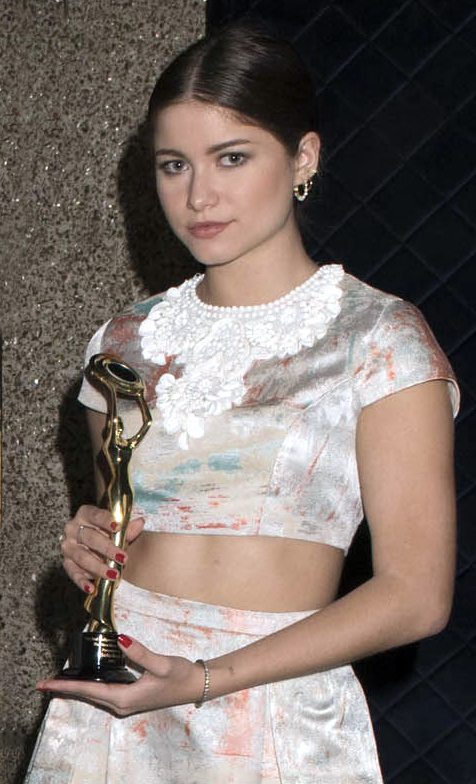
Sofía Reyes 2016 beim New Beauty Award

Sofía Reyes (* 25. September 1995 in Monterrey; eigentlich Úrsula Sofía Reyes Piñeyro) ist eine mexikanische Popsängerin. Ab 2018 wurde sie bekannt mit internationalen Hits wie 1, 2, 3 und R.I.P.

## Biografie
Als Sofía Reyes 6 Jahre alt war, brachte ihr die Großmutter Klavierspielen bei. Später nahm sie Gesangsunterricht und besuchte eine Schauspiel- und Gesangsschule und schließlich eine „Rock-Musik-Schule“. Mit ihrem Vater und Freundinnen trat sie im Teenageralter auch mit eigenen Songs als Straßenmusikerin auf. Mit 16 Jahren zog sie um nach Guadalajara und war dort zwei Jahre lang Mitglied einer Girlgroup.
Sie begann damit im Internet eigene Songs zu veröffentlichen und fiel dabei dem US-Sänger Prince Royce auf. Der nahm sie bei seinem eigenen Label D’Leon Records unter Vertrag. Für ihre Karriere zog sie in die Staaten nach Los Angeles. Sie  brachte 2013 ihre erste Single Forever Now heraus und bereits ein Jahr später hatte sie ihren ersten spanischsprachigen Hit Muévelo, bei dem sie vom Puerto-Ricaner Wisin vom Erfolgsduo Wisin & Yandel unterstützt wurde. In den Hot Latin Songs von Billboard in den USA konnte sich das Lied ebenso platzieren wie in Spanien, wo das Lied 2015 über ein halbes Jahr in den Charts blieb und mit Platin ausgezeichnet wurde. Zusammen mit Prince Royce folgte 2016 mit Solo yo ein weiterer Hit, der in den USA in der Latin-Pop-Auswertung der Charts Platz 1 belegte. Bei How to Love von Cash Cash wirkte sie als Sängerin mit und hatte einen kleineren Dance-Hit.
Anfang 2017 erschien das Debütalbum Louder! von Sofía Reyes. Zwar platzierte es sich nur in den US-Latin-Charts, erreichte aber immerhin Gold-Status bei den Latin-Veröffentlichungen. Im Jahr darauf erschien mit 1, 2, 3 ihr erfolgreichster Song. Jason Derulo und De La Ghetto unterstützten sie und besonders erfolgreich war sie damit in Spanien, wo sie auf Platz 5 kam und Dreifachplatin erreichte. Erstmals war sie aber auch in anderen europäischen Ländern wie der Schweiz und Österreich in den Charts. Im Sommer sang sie mit Vamos por la estrella die offizielle Hymne des mexikanischen Nationalteams für die Fußball-Weltmeisterschaft. Einen weiteren Hit über den Latin-Pop-Bereich hinaus hatte sie 2019 mit R.I.P. mit Rita Ora und der Brasilianerin Anitta als Unterstützung.

## Diskografie

### Alben
- 2017: Louder! (US: Gold (Latin))
- 2022: Mal De Amores
- 2023: MILAMORES

### Singles
| Jahr | Titel Album                         | Höchstplatzierung, Gesamtwochen, AuszeichnungChartplatzierungen (Jahr, Titel, Album, Platzierungen, Wochen, Auszeichnungen, Anmerkungen) | Höchstplatzierung, Gesamtwochen, AuszeichnungChartplatzierungen (Jahr, Titel, Album, Platzierungen, Wochen, Auszeichnungen, Anmerkungen) | Höchstplatzierung, Gesamtwochen, AuszeichnungChartplatzierungen (Jahr, Titel, Album, Platzierungen, Wochen, Auszeichnungen, Anmerkungen) | Höchstplatzierung, Gesamtwochen, AuszeichnungChartplatzierungen (Jahr, Titel, Album, Platzierungen, Wochen, Auszeichnungen, Anmerkungen) | Höchstplatzierung, Gesamtwochen, AuszeichnungChartplatzierungen (Jahr, Titel, Album, Platzierungen, Wochen, Auszeichnungen, Anmerkungen) | Anmerkungen                                                               |
| Jahr | Titel Album                         | DE | AT | CH | ES | Latin | Anmerkungen                                                               |
| ---- | ----------------------------------- | --- | --- | --- | --- | --- | ------------------------------------------------------------------------- |
| 2014 | Muévelo Louder!                     | — | — | — | ES13 Platin · (33 Wo.)ES | Latin25 Platin · (5 Wo.)Latin | Erstveröffentlichung: 22. August 2014 feat. Wisin                         |
| 2015 | Conmigo (Rest of Your Life) Louder! | — | — | — | ES49 (11 Wo.)ES | Latin— GoldLatin | Erstveröffentlichung: 14. April 2015                                      |
| 2016 | Solo yo Louder!                     | — | — | — | — | Latin35 Gold · (11 Wo.)Latin | Erstveröffentlichung: 29. Januar 2016 feat. Prince Royce                  |
| 2018 | 1, 2, 3 –                           | DE— aDE | AT32 (8 Wo.)AT | CH63 (13 Wo.)CH | ES5 ×4Vierfachplatin · (47 Wo.)ES | Latin24 Diamant + Platin · (20 Wo.)Latin                                                                                                 | Erstveröffentlichung: 16. Februar 2018 feat. Jason Derulo & De La Ghetto  |
| 2019 | R.I.P. Mal de amores                | — | — | CH56 (2 Wo.)CH | ES53 (12 Wo.)ES | Latin19 Platin · (6 Wo.)Latin | Erstveröffentlichung: 15. März 2019 feat. Rita Ora & Anitta               |
| 2021 | Dancing on Dangerous –              | DE— bDE | — | CH90 (3 Wo.)CH | — | — | Erstveröffentlichung: 9. April 2021 Imanbek feat. Sean Paul & Sofía Reyes |

Weitere Singles
- 2013: Forever Now
- 2016: Llegaste tú (feat. Reykon; US: Gold (Latin))
- 2018: Vamos por la estrella (mit Paty Cantú & Kap G)
- 2019: ¿Qué Ha Pasao’? (mit Abraham Mateo; ES: Gold)
- 2019: A tu manera (Corbata) (mit Jhay Cortez)
- 2020: Idiota
- 2020: Cuando estás tú (mit Piso 21)
- 2022: Mal de Amores (mit Becky G; US: Platin (Latin))
- 2022: Marte (mit María Becerra; ES: Gold, US: Gold (Latin))
- 2022: Casualidad (mit Pedro Capó, ES: Gold)
- 2023: How You Samba (mit Kris Kross Amsterdam & Tinie Tempah)
- 2023: Cobarde (feat. Beéle, ES: Gold)

Gastbeiträge
- 2016: How to Love (Cash Cash feat. Sofía Reyes)
- 2018: Bittersweet (Yellow Claw feat. Sofía Reyes)
- 2019: Lo siento (Beret  feat. Sofía Reyes)
- 2019: Il tuo profumo (Fred De Palma feat. Sofía Reyes)

## Auszeichnungen für Musikverkäufe
| Silberne Schallplatte - Vereinigtes Königreich - 2023: für die Single 1, 2, 3 Goldene Schallplatte - Chile - 2018: für die Single 1, 2, 3 - Dänemark - 2023: für die Single 1, 2, 3 - Italien - 2018: für die Single 1, 2, 3 - Mexiko - 2018: für die Single 1, 2, 3 - 2020: für die Single ¿Qué ha pasao? - Peru - 2022: für die Single Marte - 2022: für die Single Mal de Amores - 2022: für die Single Casualidad - Portugal - 2022: für die Single 1, 2, 3 Platin-Schallplatte - Argentinien - 2018: für die Single 1, 2, 3 - Frankreich - 2023: für die Single 1, 2, 3 - Italien - 2020: für die Single Il tuo profumo - 2021: für die Single Dancing on Dangerous - Kolumbien - 2018: für die Single 1, 2, 3 - Mexiko - 2020: für die Single R.I.P. - Niederlande - 2023: für die Single How You Samba - Portugal - 2022: für die Single R.I.P. - Spanien - 2025: für die Single R.I.P. | 2× Platin-Schallplatte - Peru - 2020: für die Single R.I.P. - Polen - 2024: für die Single 1, 2, 3 3× Platin-Schallplatte - Brasilien - 2019: für die Single R.I.P. 4× Platin-Schallplatte - Argentinien - 2022: für die Single Mal de Amores |

Anmerkung: Auszeichnungen in Ländern aus den Charttabellen bzw. Chartboxen sind in ebendiesen zu finden.
| Land/RegionAuszeichnungen für Musikverkäufe (Land/Region, Auszeichnungen, Verkäufe, Quellen) | Silber  | Gold       | Platin       | Diamant  | Verkäufe | Quellen             |
| -------------------------------------------------------------------------------------------- | ------- | ---------- | ------------ | -------- | -------- | ------------------- |
| Argentinien (CAPIF)                                                                          | —       | —          | 5× Platin5   | —        | 100.000  | Einzelnachweise     |
| Brasilien (PMB)                                                                              | —       | —          | 3× Platin3   | —        | 120.000  | pro-musicabr.org.br |
| Chile (IFPI)                                                                                 | —       | Gold1      | —            | —        | 40.000   | Einzelnachweise     |
| Dänemark (IFPI)                                                                              | —       | Gold1      | —            | —        | 45.000   | ifpi.dk             |
| Frankreich (SNEP)                                                                            | —       | —          | Platin1      | —        | 200.000  | snepmusique.com     |
| Italien (FIMI)                                                                               | —       | Gold1      | 2× Platin2   | —        | 165.000  | fimi.it             |
| Kolumbien (ASINCOL)                                                                          | —       | —          | Platin1      | —        | 10.000   | Einzelnachweise     |
| Mexiko (AMPROFON)                                                                            | —       | 2× Gold2   | Platin1      | —        | 120.000  | Einzelnachweise     |
| Niederlande (NVPI)                                                                           | —       | —          | Platin1      | —        | 80.000   | nvpi.nl             |
| Peru (UNIMPRO)                                                                               | —       | 3× Gold3   | 2× Platin2   | —        | 21.000   | Einzelnachweise     |
| Polen (ZPAV)                                                                                 | —       | —          | 2× Platin2   | —        | 100.000  | olis.pl             |
| Portugal (AFP)                                                                               | —       | Gold1      | Platin1      | —        | 15.000   | Einzelnachweise     |
| Spanien (Promusicae)                                                                         | —       | 4× Gold4   | 6× Platin6   | —        | 460.000  | elportaldemusica.es |
| Vereinigte Staaten (RIAA)                                                                    | —       | 5× Gold5   | 4× Platin4   | Diamant1 | 990.000  | riaa.com            |
| Vereinigtes Königreich (BPI)                                                                 | Silber1 | —          | —            | —        | 200.000  | bpi.co.uk           |
| Insgesamt                                                                                    | Silber1 | 18× Gold18 | 29× Platin29 | Diamant1 |          |                     |